# Purifiers
Los Purifiers — Purificadores en España—  también conocido como Ejército de Striker, son una organización paramilitar / terrorista ficticia que aparece en los cómics estadounidenses publicados por Marvel Comics. Por lo general, se representan como enemigos de los X-Men. Creados por el escritor Chris Claremont y el artista Brent Anderson, aparecieron por primera vez en la novela gráfica de 1982, X-Men: God Loves, Man Kills.
Una fuerza de fundamentalistas cristianos liderados por el despiadado Reverendo William Stryker, los Purificadores se ven a sí mismos en una guerra santa contra los mutantes, creyendo que son los hijos del Diablo y, por lo tanto, dignos de exterminio. Los Purifiers solo hicieron apariciones esporádicas desde su primera aparición, pero volvieron a ocupar un lugar destacado en la década de 2000, cuando se convirtieron en antagonistas prominentes en la serie New X-Men y X-Force y jugaron un papel importante en la trama cruzada de 2007 - 2008, X-Men: Messiah Complex.
Los Purifiers aparecen en la serie de televisión The Gifted como antagonistas de los mutantes. Están dirigidos por un personaje llamado Benedict Ryan interpretado por Peter Gallagher.

## Historia
En la novela gráfica de 1982, God Loves, Man Kills, los Purifers son vistos por primera vez ayudando a su líder vicioso, el Reverendo William Stryker, en sus planes para aniquilar a la raza mutante. Los Purifers trabajan para cumplir muchas de las metas de Stryker, secuestrando al Profesor X y varios de los X-Men, matando a niños mutantes y defendiendo a la iglesia de Stryker contra los X-Men y Magneto. Finalmente, uno de los guardias, horrorizado de que Stryker intentara matar a la joven mutante Kitty Pryde, dispara el fraude secular de un "pastor" y termina sus planes genocidas. Con Stryker arrestado y enviado a prisión, los Purifers se disuelven en su ausencia.
Stryker resurgió en un lugar extraño en un refugio para niños mutantes. Poseía a Shadowcat y estaba aliado con Lady Deathstrike. Esto sucedió rápidamente y al final, Stryker aparentemente se sacrificó para salvar a los mutantes y a todos los demás humanos. Se plantea una pregunta si este incluso era el verdadero Stryker.
Sin embargo, los Purifers volverían a emerger, más fuertes que nunca. Tras su liberación de la prisión, Stryker encontró al altamente avanzado Centinela Nimrod en su iglesia, habiéndose teletransportado allí utilizando su avanzada tecnología de viaje en el tiempo. Al acceder al núcleo de memoria del Centinela dañado, Stryker vio los efectos de los meses de Decimación antes de que ocurriera el Día M, lo que le permitió sentar las bases para una campaña renovada contra los mutantes. Utilizando el conocimiento del futuro contenido en Nimrod, Stryker pudo salvar a muchas personas de muertes prematuras, acreditando sus intervenciones como milagros de Dios, lo que le permitió aumentar sustancialmente las filas de los Purifers. El uso de las visiones de Nimrod también permitió que Stryker obtuviera el apoyo de destacados líderes políticos y empresariales, así como del veterano asesino Matthew Risman. Los Purifers también se pusieron en contacto con la rama del programa Arma X conocida como la Instalación, y encargaron a sus científicos que construyeran el Depredador X, para cazar a un Stryker mutante visto como el Anticristo. Finalmente, los Purifers obtuvieron armamento avanzado que incluía rifles totalmente automáticos, armas antitanque y armamento a base de Vibranium para ayudarlos en su cruzada, y especialmente dirigidos a Wallflower y Dust, los dos mutantes que los datos de Nimrod demostraron que serían decisivos en la derrota de los Purifers.
Cuando el día M golpeó y más del noventa y nueve por ciento de los mutantes del mundo se volvieron impotentes, los Purifers estaban más que listos para comenzar su campaña. Su primer ataque contra el Instituto Xavier destruyó un autobús que transportaba a más de cuarenta y cinco estudiantes desposeídos, matándolos a todos. Cuando Risman asesinó a Wallflower por las instrucciones de Stryker, el vicioso pastor pudo engañar al mutante Ícaro para que traicionara a sus compañeros de equipo, dándoles otra vía de ataque.
La cruzada de los Purifers culminó en un ataque total contra el Instituto Xavier, en un intento por eliminar a los Nuevos X-Men. Con la mayoría de los X-Men en patrulla y buscando a los Purificadores, y los UNO Centinelas deshabilitados con la mano de Nimrod, los Purifers fueron capaces de romper el terreno y la mansión con una lucha decidida. Mientras una fuerza de Purifers asaltó el campamento de 198, el resto convergió en la mansión, hiriendo a numerosos estudiantes, junto con Emma Frost y Bala de Cañón, y matando al estudiante del Instituto conocido como Quill. A pesar de los grandes daños y lesiones causadas en su ataque, la muerte de Stryker a manos de Elixir y el regreso de los X-Men obligó a los Purifers a retirarse, habiendo tomado numerosas casulidades en el proceso.
Con la muerte de Stryker, Matthew Risman tomó el mando de los Purifers y prometió no cesar "hasta que el mundo haya sido purificado". Desde el ataque al Instituto, los Purifers han estado echándose a perder y reconstruyendo su fuerza para otra ofensiva, además de tratar de encontrar y recuperar el Depredador X que falta.
Durante la historia de Messiah Complex, los Purifiers son uno de los bandos, además de los X-Men y los Merodeadores, que se embarcan en la búsqueda del primer bebé mutante nacido, desde M-Day.
Los tres grupos fueron alertados sobre el nacimiento del bebé más o menos simultáneamente, y se dirigieron a la remota aldea de Alaska donde tuvo lugar el nacimiento. El grupo de trabajo de los golpeó a los X-Men y los Purifers en la escena, y procedió a "sacrificar" a todos los niños de la ciudad para asegurarse de que el bebé mutante no sobreviviera. Luego fueron atacados por los Merodeadores, quienes mataron a varios Purifers. Para cuando los X-Men llegaron a la escena, ambos equipos de villanos habían partido, y se desconocía el paradero del bebé. Rictor fue plantado como un lunar para averiguar qué estaban haciendo los Purifers. Cuando los nuevos X-Men, liderados por Surge, se encargó de atacar a los Purifers en represalia por su asalto al Instituto, se reveló que los Purifers habían mejorado a algunos de sus mejores luchadores con cibernética, creando un nuevo equipo de Reavers bajo el mando de la única amante de Stryker y la enemiga de los X-Men, Lady Deathstrike. Mientras que la redada de New X-Men dañó su iglesia principal en Washington, los Purifers lograron ahuyentar a los mutantes y luego enviaron a Deathstrike y los Reavers para encontrar al bebé mutante. Aunque los nuevos Reavers han sido destruidos por la encarnación de Wolverine de X-Force, las fuerzas mayores de los Purifers permanecen intactas y listas para continuar su cruzada.
Poco después de los eventos de Messiah Complex y la disolución de los X-Men, los Purifiers allanaron una instalación S.H.I.E.L.D. fuertemente defendida con la ayuda de varios agentes dobles, asesinando a dieciséis miembros del personal de S.H.I.E.L.D. antes de romper la bóveda principal y recuperar un artefacto no identificado. El hecho de que los Purifiers lanzaron un ataque específicamente contra humanos de línea de base en lugar de mutantes preocupa a Cíclope, quienes temen que cualquier cosa que los Purifiers robaron de S.H.I.E.L.D. valiera lo suficiente como para arriesgarse a provocar la ira de la agencia. Como Cíclope se mueve para reunir a X-Force para combatir la amenaza. Los Purifiers traen el objeto, que se reveló como el jefe de Bastion, a una de sus iglesias, y lo instalaron en la unidad Nimrod que recuperaron de la Aerie de Forja para devolver la máquina de matar mutantes a la vida. En ese momento, la iglesia es atacada por la nueva X-Force, aunque Risman logra capturar a Wolfsbane en el proceso. Bastion revela su arma secreta en su guerra contra los mutantes; busca al líder de Tecnarquía, Magus, que se encuentra en el fondo del océano, y toma a uno de los descendientes no sensibles de Magus para injertarse en él. 
Después de rescatar a Magus, los Purifiers, siguiendo las órdenes de Bastion, buscan una serie de prominentes líderes anti-mutantes. Reclutaron a la fuerza a Donald Pierce, salvaron a la Reina Leprosa de la ejecución, recuperaron a Cameron Hodge de un cráter en el Monte Everest y desenterraron los cadáveres de Graydon Creed, Stephen Lang, Bolivar Trask y el mismo Reverendo Stryker. A la objeción de Risman, todos están vinculados a la descendencia del Tecnarca, que reanima a los muertos y los pone a todos bajo el control de Bastion.
Mientras tanto, los Purifiers utilizan un lavado de cerebro a Wolfsbane para atacar a Warren Worthington III y obtener sus alas, que, a pesar de que parecen ser totalmente orgánica, todavía se componen de tensión tecnoorgánico de Apocalipsis. Usando la muestra, los Purifiers emplean a un científico llamado Adam Harkins para duplicar la tensión y usarla para crear un equipo de élite de Purifiers llamado "el Coro". Risman dirige el Coro contra los Purifiers de Bastión en un intento por destruir el Bastión y los restos reanimados de Stryker, considerándolos impíos.
Más tarde, Arcángel atacó a los Purifiers en un intento de recuperar las alas que le fueron robadas, matando a cada miembro del Coro. Durante ese punto, Matthew Risman recibe un disparo en la cabeza por X-23 alrededor del punto donde Matthew intentó matar a Bastion.
Bastion dirige a los Purifiers en una dirección aún más genocida, inyectando a los mutantes motorizados la cepa modificada del Legacy Virus para causar innumerables muertes y crear miedo y caos.
Durante la historia de la Segunda Venida, Bastion fue visto con Stephen Lang, Bolívar Trask, William Stryker, Graydon Creed y Cameron Hodge afirmando que sus fuerzas están reunidas y a su disposición. Bastion les dice que el Mesías Mutante ha regresado y les da órdenes de matarla. Más tarde, Bastion intenta matar a Hope por su cuenta, pero es confrontado por Rogue y luego es dañado cuando Nightcrawler se sacrifica para salvar a Hope. Bastion enfrentaría a Hope, nuevamente derrotada, y luego destruida por ella.
Durante la historia de Fear Itself de 2011, el caos global causado por Skadi y Worthy lleva a un grupo disidente de Purifiers a creer que el mundo está llegando a su fin y que la aparición del Diablo es inminente, lo que los impulsa a "salvar" Tantas personas como puedan. El miembro de los Purifiers, Jonathan Standish también secuestra a un joven superhéroe y usa su cámara web para decir que los superhumanos son las razones detrás del caos actual en el mundo. X-Force termina teniendo que localizar a Jonathan Standish mientras empuja el gatillo hacia el superhéroe. Wolverine y X-23 aprenden de Deadpool y Fantomex que el joven superhéroe fue identificado como Daniel Chilton. También afirman que unas 3.000 personas se han suicidado después de esa transmisión mundial. Wolverine y Arcángel luego interrogan a Benedict Ryan sobre lo que él sabe acerca de Jonathan Standish.
Siguiendo la trama de Avengers vs. X-Men, los Purifiers emboscan un transporte de la prisión para asesinar a Emma Frost. Fueron rechazados por los miembros de los Nuevos Vengadores, Luke Cage, Pájaro Burlón, Daredevil y Thing, que la custodiaban.
Más tarde reaparecieron durante la serie All-New X-Men, donde apuntaban a una X-23 amnésica a quien los X-Men anteriores tienen que proteger. Más tarde, durante este encuentro, se reveló que el hijo de William Stryker, Jason Stryker, quien en un momento dado se creía que había sido asesinado de bebé por su padre por ser un mutante, todavía está vivo. Su padre lo envió en secreto a A.I.M. cuando era niño para que suprimieran sus poderes y reemplazó a su difunto padre como el nuevo líder de los Purifiers.

## Miembros conocidos

### Recurrentes
- Jack Abrams[7]
- Anne
- Hermano Paul McGuinness[8]
- Rocco
- Hermana Mary[9]
- Jonathan Standish[2]
- Benedict Ryan[2]
- Jason Stryker[10]- Líder actual.

### Antiguos
- Joaquín Murrieta (Rictor) - se infiltró bajo órdenes de Cyclops, pasando desapersivido debido a la pérdida de sus poderes luego del M-Day
- Taylor - Expulsada por la infiltración de Rictor.
- Nimrod - Expulsado de la secuencia de tiempo por Surge.
- Padre Matthew Risman[11]- Segundo líder. Fue marcado por Dust y más tarde recibió un disparo en la cabeza por X-23.
- Reverendo Craig: asesinado a muerte y devorado por Wolfsbane.[12]
- Eli Bard: dejó a los Purifiers después de infectarse con el virus transmodo y se unió a Selene para encender el evento Necrosha.
- Reina Leprosa - Disparada y asesinada por X-23.
- Adam Harkins[13] - Un miembro del Fondo que es el creador del Coro.
- Gabriel[13] - Líder del Coro. Asesinado por Arcángel.
- William Stryker- Fundador y primer líder. Muerto por Elixir y reanimado por Bastion.[14] Más tarde cortado en dos por Arcángel.
- Cameron Hodge:[14] asesinado cuando su fuerza vital y las fuerzas vitales de los Smileys son absorbidas por la fuerza por Warlock a través de su conexión compartida del virus Tecnorganic Transmode.
- Donald Pierce:[14] destruido por una explosión óptica de Cyclops.
- Bolivar Trask:[14] se suicidó tras escapar del control de Bastion.[15]
- Graydon Creed:[14] muerto durante la batalla final con Hope Summers, el llamado Mesías Mutante.[16]
- Stephen Lang:[14] muerto durante la batalla final con el llamado Mesías Mutante.[17]
- Bastión[18] - Devuelto a la vida por los Purifiers. Destruido finalmente por Hope Summers durante la batalla final de Second Coming.[16]

### El Coro
En X-Force # 4 usando un lavado de cerebro de Wolfsbane, los Purifiers obtuvieron las alas de Ángel. Usando la sangre de ellos, pudieron extraer la cepa tecno-orgánica de Apocalipsis e injertaron la cepa en un grupo de Purifiers, algunos dispuestos y otros no. Los que recibieron los injertos crecieron alas tecno-orgánicas muy similares a las alas del ángel del Arcángel. Este grupo fue apodado "El Coro" y fue creado para "derribar el engendro de Satanás con el poder de Dios". Uno de los Purifiers conocido solo como "Gabriel" es el primero en recibir el injerto y lo hace voluntariamente y es nombrado líder del Coro por el Padre Risman. Gabriel y otros dos miembros del Coro escaparon de la masacre del Coro en Arcángel.

## Poderes y Habilidades
Al ser humanos de línea de base, los Purifiers no poseen habilidades sobrehumanas para hablar, confiando en una tecnología superior en su campaña genocida contra los mutantes. Los Purifiers poseen una variedad de armamentos y municiones mortales, algunas armas más convencionales como rifles de asalto, lanzallamas y cohetes antitanques, así como equipos más avanzados y costosos como armamento basado en Vibranium. El grupo también utilizó el conocimiento contenido dentro de los bancos de memoria de Nimrod con gran efecto, aunque esa ventaja se perdió cuando el Centinela reactivó y destruyó a sus guardianes, antes de ser derrotado por los Nuevos X-Men.
Todos los Purifiers están altamente entrenados, y se ha demostrado que son capaces de defenderse contra UNO soldados y los X-Men. El grupo también posee vínculos con iglesias aliadas en todo el mundo, y sus miembros incluyen a élites corporativas, figuras políticas y personal de inteligencia. Esto permite que los Purifiers eviten las represalias de las agencias policiales por sus acciones terroristas, como sus redadas en el Instituto Xavier o la masacre en Cooperstown, Alaska. Combinados con su naturaleza secreta y su determinación fanática, los Purifiers son, sin duda, un enemigo mortal y una causa de gran preocupación por los mutantes restantes.

## En otros medios

### Televisión
- Los Purifers aparecen en The Gifted en el episodio "3 X 1" de la primera temporada, como fanáticos encapuchados y anti-mutantes que incendiaron el auto de Blink. Los Purifers aparecen en la segunda temporada con su historia revelada como fundada por Matthew Risman mientras él plantaba a su hermana Madeline en Industrias Trask. Están dirigidos por Benedict Ryan, defensor de la personalidad de TV / anti mutante, interpretado por Peter Gallagher y en colisión con el Círculo Íntimo. Los Purifers también finalmente incorporan al exagente de Servicios Centinela, Jace Turner en su grupo.

### Película
- El reverendo Craig (interpretado por Happy Anderson) aparece como una ilusión que cobra vida en la película de 2020 The New Mutants; se da a entender que Rahne lo mató después de que él la había marcado.

### Videojuegos
- Los Purifiers aparecen como antagonistas en X-Men: Destiny. Están presentes durante un mitin anti mutante donde emergen las hostilidades. Uno de los personajes jugables, Adrian Luca, es de hecho el hijo y miembro de los Purifiers cuando su poder Mutante se activa durante el mitin. Se muestra que los purificadores están equipados para una guerra con armamento de alta tecnología y formaron una alianza con los U-Men para replicar los poderes de los Mutantes. En última instancia, se reveló que toda la alianza y el conflicto habían sido orquestados por Bastion para promover las hostilidades.
- Los Purifiers aparecen en el videojuego Marvel Heroes. Causan histeria anti mutante y atacan a Mutant Town cuando hay un aumento de la población mutante en la ciudad de Nueva York.